# Perregrinus
Perregrinus deformis és una espècie d'aranya araneomorfa de la subfamília Erigoninae, dins de la família Linyphiidae. És l'únic membre del gènere monotípic Perregrinus.
Viu a Rússia, Mongòlia, Xina i el Canadà. Fou descrit per primera vegada per A. V. Tanasevitch l'any 1992.
El mascle d’aquesta espècie és fàcilment identificable per la protuberància que surt del seu clipi. Quan s’observa de costat, aquesta projecció curta i arrodonida sembla, en certa manera, similar a un nas humà.